# Komorów (powiat buski)
Komorów – wieś w Polsce położona w województwie świętokrzyskim, w powiecie buskim, w gminie Pacanów.
| SIMC    | Nazwa    | Rodzaj     |
| ------- | -------- | ---------- |
| 0258454 | Kiełmin  | część wsi  |
| 0258460 | Rzym     | część wsi  |
| 0258477 | Warszawa | przysiółek |

Prywatna wieś szlachecka, położona była w drugiej połowie XVI wieku w powiecie wiślickim województwa sandomierskiego. W latach 1954–1958 wieś należała i była siedzibą władz gromady Komorów, po jej zniesieniu w gromadzie Pacanów. W latach 1975–1998 miejscowość należała administracyjnie do województwa kieleckiego.